# Norinco Type 81

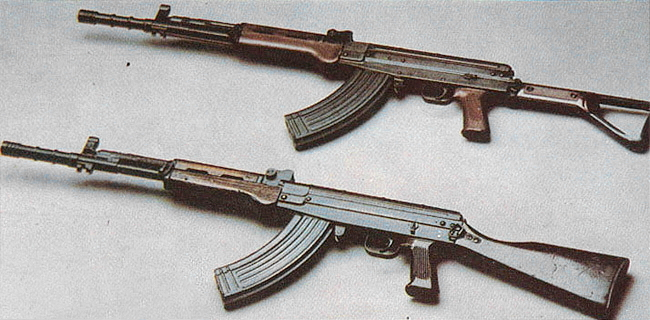
Le FA chinois type 81 (en bas) & 81-1 (en haut)

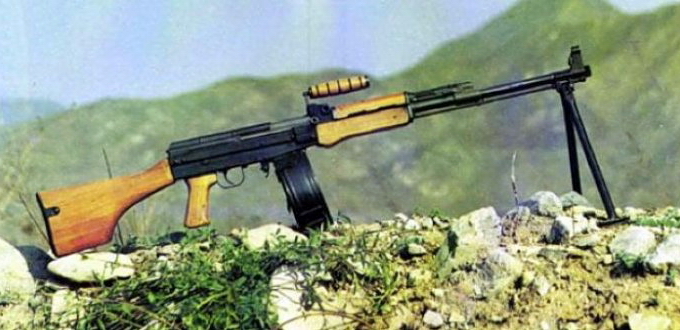
Le F-M chinois type 81

Le Norinco Type 81 est le nom utilisé par la firme Norinco (République populaire de Chine) pour exporter la famille des fusils d'assaut et mitrailleuses légères modèles 1981 en service dans les Forces armées chinoises où elle remplacèrent les fusils Type 56 et F-M Type 56.

## Présentation
Le fusil d'assaut Type 81 est réglementaire dans l'Armée populaire de libération chinoise bien que remplacé pour les forces spéciales par le Fusil Type 95. Il en a été dérivé le Fusil mitrailleur Type 81 qui assure l'appui-feu direct de la section d'infanterie. Cependant le canon non démontable du F-M Type 81 limite la durée de ses tirs de saturation.

## Technique
Organisé comme le Kalachnikov, le Fusil d'assaut Type 81 possède une crosse, une poignée-pistolet et un garde-main en bois dur. La version Type 81-1 possède une crosse rabattable latéralement Basé sur le Fusil Type 63/68. Le Type 81 fonctionne en tir semi-automatique ou tir automatique par emprunt de gaz et culasse rotative. Son chargeur standard est courbe et interchangeable avec celui du FA Type 56.
Le Fusil-mitrailleur Type 81 est plus proche du Kalachnikov RPK. Pour remplir son usage de FM, il dispose d'un bipied repliable (fixée à demeure à l'extrémité du canon) et du poignée de transport (située au niveau du point d'équilibre de l'arme). Le Type 81 fonctionne uniquement en tir automatique. Son chargeur standard est courbe et interchangeable avec celui du FA Type 81. Une version légèrement modifiée (garnitures et acception des chargeurs de l'AK-47) est exportée sous le nom de Q112.

## Diffusion
Une licence de fabrication a été vendue à la Bangladesh Small Arms Factory qui le produit pour le compte des Forces armées du Bangladesh qui ont adopté les 2 versions sous le nom de BD-08. Les Arsenaux birmans le fabriquent aussi sous le nom de M23 ; cette version étant elle-même copiée par les ateliers clandestins de la Kachin Independence Army (K10) en guerre contre les soldats birmans. Seul le fusil d'assaut Type 81 a également été vendu à l'armée sri-lankaise en complément de L1A1 (origine britannique ou indienne) et de HK G3 durant la guerre civile sri-lankaise. Quelques exemplaires du fusil Type 81 ont été fournis aux forces armées maltaises.
À ces premiers clients, se sont ajoutés les armées des pays africains et asiatiques suivants, déjà acquéreurs du Fusil Type 56 :
- Algérie, Bénin, Comores, Côte d'Ivoire, Djibouti, Gabon, Ghana, Guinée-Conakry, Irak, Iran...
- Madagascar:La Gendarmerie de Madagascar a fait du Type 81 son arme collectif standard, celui-ci a en effet remplacé depuis la Présidence de Andry Rajoelina les AKMS et AKM et AK 47 et Mat 49 et Mas 36 qui restaient au sein de la Gendarmerie Malgache. À chaque défilé militaire commémorant l'accession à l’indépendance de cet État, les Gendarmes malgaches défilent avec type de fusil. La version utilisée par la Gendarmerie Malgache est la version à crosse pliable Type 81-1.
- Rwanda: Le fusil d'assaut Type 81 est en dotation dans l'armée et la police. Au sein de la police, le Type 81 est l'arme la plus courante, loin devant les armes de poing, notamment dans les zones rurales (à Kigali, les policiers sont dotés du fusil QBZ-95B). Chaque policier est équipé d'un fusil Type 81 avec un ou deux chargeurs.
- Le contingent rwandais engagé au Mozambique est armé du fusil Type 81; la version employée par l'armée dispose d'une poignée-pistolet à l'avant du fût[1].

Autre pays utilisateurs : Niger, Nigeria, Ouganda, Sénégal, Soudan, Sud-Soudan, Tanzanie et Zimbabwe.

## Caractéristiques du Fusil d'assaut Type 81
- Munition : 7,62 × 39 mm
- Cadence de tir : 750 coups/min
- Portée efficace : 400 m
- Alimentation : chargeur de 30 ou 75 cartouches (tambour)
- Longueur : 
  - Type 81 : 955 mm
  - Type 81 : 730 mm/955 mm
- Canon : 445 mm
- Masse à vide : 
  - Type 81 : 3 400 g
  - Type 81 : 3 500 g

## Caractéristiques du fusil-mitrailleur Type 81
- Munition : 7,62 × 39 mm
- Cadence de tir : 650 coups/min
- Portée efficace : 600 m
- Alimentation : chargeur de 30 ou 75 cartouches (tambour)
- Longueur : 1 024 mm
- Canon : 520 mm
- Masse à vide : 5,15 kg